# Campeonato FIBA África de 2013
El AfroBasket 2013 fue el certamen continental que sirvió para clasificar a tres equipos para la Copa Mundial de Baloncesto de 2014.
Comenzó el 20 de agosto en la ciudad de Abiyán, en Costa de Marfil, que ya albergó el torneo en 1985.
El 31 de agosto se disputó el último partido del torneo, donde Angola derrotó a Egipto, consiguiendo su undécimo título. Ambas selecciones, junto a la tercera clasificada, Senegal, consiguieron el pase al Mundial.

## Equipos clasificados[1]
| Competición     | Fecha | Sede | Plazas | Equipos clasificados                                                                                       |
| --------------- | ----- | ---- | ------ | --- |
| País anfitrión  | –     | –    | 1      | Costa de Marfil                                                                                            |
| AfroBasket 2011 | –     | –    | 3      | Túnez Angola Nigeria                                                                                       |
| Clasificatorias | –     | –    | 10     | Burkina Faso Marruecos Argelia Senegal Cabo Verde República Centroafricana Camerún Congo Egipto Mozambique |
| Invitaciones    | –     | –    | 2      | Malí Ruanda                                                                                                |

## Primera ronda[2]

### Grupo A
| Equipo          | Pts | PG | PP | PF  | PC  | Dif |
| --------------- | --- | -- | -- | --- | --- | --- |
| Costa de Marfil | 6   | 3  | 0  | 207 | 155 | 52  |
| Senegal         | 5   | 2  | 1  | 180 | 201 | -21 |
| Argelia         | 4   | 1  | 2  | 171 | 189 | -18 |
| Egipto          | 3   | 0  | 3  | 195 | 208 | -13 |

### Grupo B
| Equipo       | Pts | PG | PP | PF  | PC  | Dif |
| ------------ | --- | -- | -- | --- | --- | --- |
| Túnez        | 6   | 3  | 0  | 239 | 180 | 59  |
| Marruecos    | 5   | 2  | 1  | 225 | 176 | 49  |
| Ruanda       | 4   | 1  | 2  | 218 | 231 | -13 |
| Burkina Faso | 3   | 0  | 3  | 169 | 264 | -95 |

### Grupo C
| Equipo                   | Pts | PG | PP | PF  | PC  | Dif |
| ------------------------ | --- | -- | -- | --- | --- | --- |
| Angola                   | 6   | 3  | 0  | 251 | 203 | 48  |
| Cabo Verde               | 5   | 2  | 1  | 205 | 210 | -5  |
| Mozambique               | 4   | 1  | 2  | 196 | 222 | -26 |
| República Centroafricana | 3   | 0  | 3  | 228 | 245 | -17 |

### Grupo D
| Equipo  | Pts | PG | PP | PF  | PC  | Dif |
| ------- | --- | -- | -- | --- | --- | --- |
| Nigeria | 6   | 3  | 0  | 258 | 218 | 40  |
| Camerún | 5   | 2  | 1  | 247 | 169 | 78  |
| Congo   | 4   | 1  | 2  | 205 | 244 | -39 |
| Malí    | 3   | 0  | 3  | 171 | 250 | -79 |

## Segunda ronda[3]
|  | Octavos de final         | Octavos de final  |            |                 | Cuartos de final | Cuartos de final |  |                 | Semifinales  | Semifinales  |                 |              | Final             | Final             |  |
|  | 26 y 27 de agosto        | 26 y 27 de agosto |            |                 | 28 de agosto     | 28 de agosto     |  |                 | 30 de agosto | 30 de agosto |                 |              | 30 y 31 de agosto | 30 y 31 de agosto |  |
|  |                          |                   |            |                 |                  |                  |  |                 |              |              |                 |              |                   |                   |  |
|  |                          |                   |            |                 |                  |                  |  |                 |              |              |                 |              |                   |                   |  |
|  | Costa de Marfil          | 100               |            |                 |                  |                  |  |                 |              |              |                 |              |                   |                   |  |
|  | Costa de Marfil          | 100               |            |                 |                  |                  |  |                 |              |              |                 |              |                   |                   |  |
|  | Burkina Faso             | 60                |            |                 |                  |                  |  |                 |              |              |                 |              |                   |                   |  |
|  | Burkina Faso             | 60                |            | Costa de Marfil | 71               |                  |  |                 |              |              |                 |              |                   |                   |  |
|  |                          |                   |            | Costa de Marfil | 71               |                  |  |                 |              |              |                 |              |                   |                   |  |
|  |                          |                   | Camerún    | 56              |                  |                  |  |                 |              |              |                 |              |                   |                   |  |
|  | Camerún                  | 75                | Camerún    | 56              |                  |                  |  |                 |              |              |                 |              |                   |                   |  |
|  | Camerún                  | 75                |            |                 |                  |                  |  |                 |              |              |                 |              |                   |                   |  |
|  | Mozambique               | 42                |            |                 |                  |                  |  |                 |              |              |                 |              |                   |                   |  |
|  | Mozambique               | 42                |            |                 |                  |                  |  | Costa de Marfil | 59           |              |                 |              |                   |                   |  |
|  |                          |                   |            |                 |                  |                  |  | Costa de Marfil | 59           |              |                 |              |                   |                   |  |
|  |                          |                   | Angola     | 66              |                  |                  |  |                 |              |              |                 |              |                   |                   |  |
|  | Angola                   | 82                | Angola     | 66              |                  |                  |  |                 |              |              |                 |              |                   |                   |  |
|  | Angola                   | 82                |            |                 |                  |                  |  |                 |              |              |                 |              |                   |                   |  |
|  | Malí                     | 36                |            |                 |                  |                  |  |                 |              |              |                 |              |                   |                   |  |
|  | Malí                     | 36                |            | Angola          | 95               |                  |  |                 |              |              |                 |              |                   |                   |  |
|  |                          |                   |            | Angola          | 95               |                  |  |                 |              |              |                 |              |                   |                   |  |
|  |                          |                   | Marruecos  | 73              |                  |                  |  |                 |              |              |                 |              |                   |                   |  |
|  | Marruecos                | 86                | Marruecos  | 73              |                  |                  |  |                 |              |              |                 |              |                   |                   |  |
|  | Marruecos                | 86                |            |                 |                  |                  |  |                 |              |              |                 |              |                   |                   |  |
|  | Argelia                  | 81                |            |                 |                  |                  |  |                 |              |              |                 |              |                   |                   |  |
|  | Argelia                  | 81                |            |                 |                  |                  |  |                 |              |              |                 | Angola       | 57                |                   |  |
|  |                          |                   |            |                 |                  |                  |  |                 |              |              |                 | Angola       | 57                |                   |  |
|  |                          |                   | Egipto     | 40              |                  |                  |  |                 |              |              |                 |              |                   |                   |  |
|  | Túnez                    | 67                | Egipto     | 40              |                  |                  |  |                 |              |              |                 |              |                   |                   |  |
|  | Túnez                    | 67                |            |                 |                  |                  |  |                 |              |              |                 |              |                   |                   |  |
|  | Egipto                   | 77                |            |                 |                  |                  |  |                 |              |              |                 |              |                   |                   |  |
|  | Egipto                   | 77                |            | Egipto          | 74               |                  |  |                 |              |              |                 |              |                   |                   |  |
|  |                          |                   |            | Egipto          | 74               |                  |  |                 |              |              |                 |              |                   |                   |  |
|  |                          |                   | Cabo Verde | 73              |                  |                  |  |                 |              |              |                 |              |                   |                   |  |
|  | Cabo Verde               | 67                | Cabo Verde | 73              |                  |                  |  |                 |              |              |                 |              |                   |                   |  |
|  | Cabo Verde               | 67                |            |                 |                  |                  |  |                 |              |              |                 |              |                   |                   |  |
|  | Congo                    | 60                |            |                 |                  |                  |  |                 |              |              |                 |              |                   |                   |  |
|  | Congo                    | 60                |            |                 |                  |                  |  | Egipto          | 70           |              |                 |              |                   |                   |  |
|  |                          |                   |            |                 |                  |                  |  | Egipto          | 70           |              |                 |              |                   |                   |  |
|  |                          |                   | Senegal    | 63              |                  |                  |  |                 |              |              |                 |              |                   |                   |  |
|  | Nigeria                  | 112               | Senegal    | 63              |                  |                  |  |                 |              |              |                 |              |                   |                   |  |
|  | Nigeria                  | 112               |            |                 |                  |                  |  |                 |              |              |                 |              |                   |                   |  |
|  | República Centroafricana | 75                |            |                 |                  |                  |  |                 |              |              |                 |              |                   |                   |  |
|  | República Centroafricana | 75                |            | Nigeria         | 63               |                  |  |                 |              |              |                 | Tercer lugar | Tercer lugar      |                   |  |
|  |                          |                   |            | Nigeria         | 63               |                  |  |                 |              |              |                 | Tercer lugar | Tercer lugar      |                   |  |
|  |                          |                   | Senegal    | 64              |                  |                  |  |                 |              |              |                 |              |                   |                   |  |
|  | Senegal                  | 67                | Senegal    | 64              |                  |                  |  |                 |              |              | Costa de Marfil | 56           |                   |                   |  |
|  | Senegal                  | 67                |            |                 |                  |                  |  |                 |              |              | Costa de Marfil | 56           |                   |                   |  |
|  | Ruanda                   | 57                |            |                 |                  |                  |  |                 |              |              |                 |              | Senegal           | 57                |  |
|  | Ruanda                   | 57                |            |                 |                  |                  |  |                 |              |              |                 |              | Senegal           | 57                |  |
|  |                          |                   |            |                 |                  |                  |  |                 |              |              |                 |              |                   |                   |  |

|  | Eliminatoria del 5º al 8º | Eliminatoria del 5º al 8º |            |         | Partido por el 5º lugar | Partido por el 5º lugar |  |
|  | 29 de agosto              | 29 de agosto              |            |         | 30 de agosto            | 30 de agosto            |  |
|  |                           |                           |            |         |                         |                         |  |
|  |                           |                           |            |         |                         |                         |  |
|  | Camerún                   | 79                        |            |         |                         |                         |  |
|  | Camerún                   | 79                        |            |         |                         |                         |  |
|  | Marruecos                 | 76                        |            |         |                         |                         |  |
|  | Marruecos                 | 76                        |            | Camerún | 74                      |                         |  |
|  |                           |                           |            | Camerún | 74                      |                         |  |
|  |                           |                           | Cabo Verde | 53      |                         |                         |  |
|  | Cabo Verde                | 79                        | Cabo Verde | 53      |                         |                         |  |
|  | Cabo Verde                | 79                        |            |         |                         |                         |  |
|  | Nigeria                   | 76                        |            |         | Partido por el 7º lugar | Partido por el 7º lugar |  |
|  | Nigeria                   | 76                        |            |         | Partido por el 7º lugar | Partido por el 7º lugar |  |
|  |                           |                           |            |         |                         |                         |  |
|  |                           |                           |            |         | Marruecos               | 87                      |  |
|  |                           |                           |            |         | Marruecos               | 87                      |  |
|  |                           |                           |            |         | Nigeria                 | 105                     |  |
|  |                           |                           |            |         | Nigeria                 | 105                     |  |
|  |                           |                           |            |         |                         |                         |  |

## Posiciones finales[4]
| Pos  | Equipo                   | PG | PP |
| ---- | ------------------------ | -- | -- |
| 1.°  | Angola                   | 7  | 0  |
| 2.°  | Egipto                   | 3  | 4  |
| 3.°  | Senegal                  | 5  | 2  |
| 4.°  | Costa de Marfil          | 5  | 2  |
| 5.°  | Camerún                  | 5  | 2  |
| 6.°  | Cabo Verde               | 4  | 3  |
| 7.°  | Nigeria                  | 5  | 2  |
| 8.°  | Marruecos                | 3  | 4  |
| 9.°  | Túnez                    | 4  | 1  |
| 10.° | Ruanda                   | 1  | 4  |
| 11.° | Mozambique               | 2  | 3  |
| 12.° | Argelia                  | 1  | 4  |
| 13.° | República Centroafricana | 1  | 4  |
| 14.° | Congo                    | 1  | 4  |
| 15.° | Malí                     | 1  | 4  |
| 16.° | Burkina Faso             | 0  | 5  |

## Clasificados

### Clasificados al Mundial 2014
| Angola Campeón del torneo | Egipto Subcampeón del torneo | Senegal Tercero del torneo |

## Galardones
- MVP :

 Carlos Morais (ANG)
- Quinteto ideal :

 Souleyman Diabate (CIV)
 Carlos Morais (ANG)
 Maleye N'Doye (SEN)
 Eduardo Mingas (ANG)
 Assem Marei (EGY)